# Даніель Гретарссон
Даніель Лео Гретарссон Шмідт (ісл. Daníel Leó Grétarsson Schmidt, нар. 2 жовтня 1995, Кеплавік, Ісландія) — ісландський футболіст, фланговий захисник данського клубу «Сеннер'юск» та національної збірної Ісландії.

## Клубна кар'єра
Даніель Лео Гретарссон народився у місті Кеплавік. Футбольну кар'єру починав у клубі ісландської ліги «Гріндавік». На початку 2015 року Гретарссон перебрався до Норвегії, де уклав трирічний контракт з місцевим клубом «Олесунн». У клубі Гретарссон провів сім сезонів, кілька разів вилітав з Тіппеліги та повертався назад.
У жовтні 2020 року Гретарссон приєднався до клубу англійської Першої ліги «Блекпул». За результатами сезону футболіст разом з клубом виграв турнір Першої ліги та підвищився до Чемпіоншипа. Втім після виходу команди до другого за рівнем англійського дивізіону ісландець втратив місце в основі.
27 січня 2022 року Даніель підписав контракт із «Шльонськом» (Вроцлав). Після 1,5 років у Польщі він переїхав до Данії та 26 червня 2023 року приєднався до клубу другого дивізіону «Сеннер'юск», підписавши контракт до червня 2027 року.

## Збірна
Даніель Гретарссон захищав кольори юнацької та молодіжної збірної Ісладнії. 
У вересні 2019 року футболіст вперше отримав виклик до національної збірної Ісландії на матчі відбору до Євро-2020 проти команд Молдови та Албанії, але тоді на поле не вийшов. 16 січня 2020 року він таки дебютував у збірній Ісландії в товариській грі проти Канади (1:0).